# Kyritzschule
Die Kyritzschule ist eine ehemalige Schule im Martinsviertel in Darmstadt. Das ehemalige Schulgebäude ist unter Denkmalschutz gestellt.

## Geschichte
Die ursprüngliche Schule entstand durch eine Schenkung eines Hauses an der Karlstraße in Darmstadt im Jahr 1809 durch den Kirchenrat Friedrich Christoph Kyritz, nach dem die Schule benannt wurde. Dieses Schulgebäude wurde in den Jahren 1906/07 abgerissen. Dafür entstand an der Emilstraße 10, nach Plänen von August Buxbaum, ein Neubau für eine Stadtmädchenschule. Dieses neue Schulgebäude hatte ursprünglich 20 Klassenräume und eine Turnhalle, welche in dem die Plönniesstraße überwölbenden Brückenbau untergebracht war.
Aufgrund der geringen Zerstörung im Zweiten Weltkrieg, nur der westliche Teil des Daches wurde beschädigt, konnte die Kyritzschule als erste Schule Darmstadts wieder den Schulbetrieb aufnehmen. In den ersten Nachkriegsjahren wurden Schüler unterschiedlicher Schulen an der Kyritzschule unterrichtet. Im Jahr 1950 erfolgte dann die Aufteilung  eines Teiles der Schüler auf die wiederhergestellte Diesterweg- und die Schillerschule. Seitdem wurden die Schüler an der Kyritzschule in kleineren gemischten Klassen unterrichtet, bis sie aufgrund der sinkenden Schülerzahl geschlossen wurde.
In den 1980er Jahren wurde die Kyritzschule denkmalgerecht restauriert und im Inneren modernisiert.

## Die Kyritzschule heute
Durch das Grünflächenamt von Darmstadt erfolgte eine Umplanung und der Ausbau des ehemaligen Schulhofes zu einem Spiel- und Bewegungshof. Der Umbau wurde im August 2011 abgeschlossen und ist seit dem öffentlich zugänglich.
Das Gebäude der Kyritzschule wird von einem Frauenzentrum genutzt. Des Weiteren befindet sich eine Zweigstelle der Berufsschule Alice-Eleonoren-Schule und eine Zweigstelle der im Stadtviertel benachbarten Goetheschule im Gebäude.